# Ngựa hoang đảo

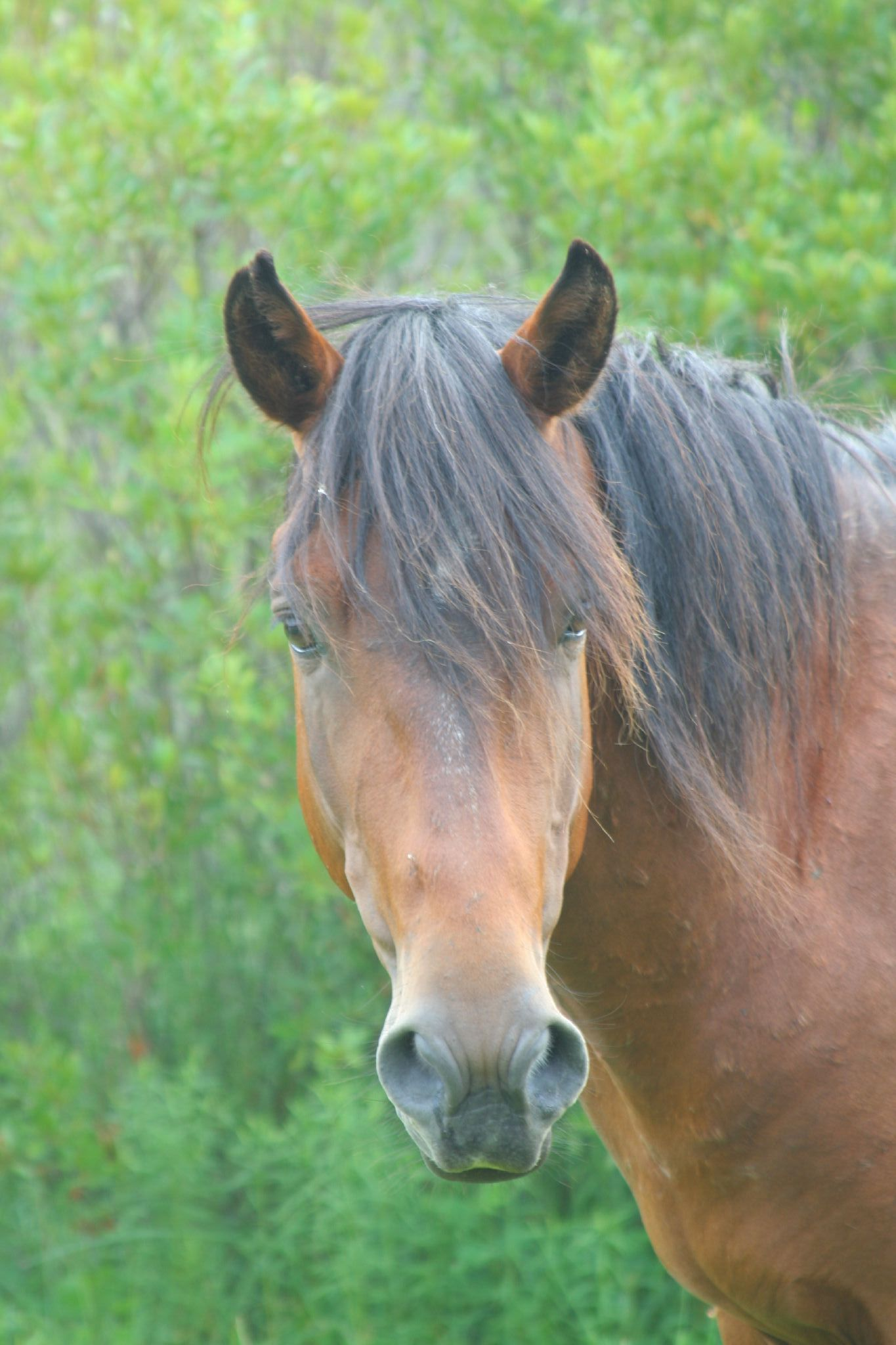
Một con ngựa hoang trên đảo Outer

Ngựa hoang đảo hay Ngựa Banker hay ngựa đảo chắn là một giống ngựa có nguồn gốc từ ngựa hoang (Equus ferus caballus) sống trên các đảo chắn Outer, Bắc Carolina. Chúng có thân hình nhỏ nhưng cứng cáp, và có một tính khí khá thuần. Là hậu duệ của ngựa thuần chủng Tây Ban Nha và có thể được mang đến Mỹ trong thế kỷ 16, nền tảng dòng máu của tổ tiên của chúng có thể đã trở nên hoang dã và còn sống sót sau vụ đắm tàu hoặc bị bỏ rơi trên đảo bởi một trong những cuộc thám hiểm tìm kiếm do Lucas Vázquez de Ayllón hoặc Richard Grenville thực hiện. Quần thể ngựa hoang được tìm thấy trên đảo Ocracoke, Đảo chắn Shackleford, đảo chắn Currituck, và trong Rachel Carson, cửa sông Sanctuary.

## Đặc điểm
Ngựa hoang đảo điển hình là giống ngựa tương đối nhỏ về tầm vóc, chúng cao từ 13,0 và 14,3 đơn vị 52-59 inch, từ 1,32m đến 1,5m) chiều cao tính tới vai và nặng 800 đến 1.000 bảng Anh (tương đương với 360–450 kg). Chúng có trán rộng và khuôn mặt có xu hướng thẳng hoặc hơi lồi như tổ tiên của chúng. Ngực sâu và hẹp và trở lại gắn với một cái mông xuôi và đuôi hạ thấp. Chân có một xương hình bầu dục, một đặc điểm được coi là biểu hiện của xương rắn, chúng không có hạt dẻ trên hai chân sau. Bộ lông có thể là bất kỳ màu nào, nhưng phổ biến nhất là màu nâu, hoặc màu hạt dẻ. Chúng rất dễ chăn giữ và nhiệt huyết, thân thiện, và ngoan ngoãn.
Một số đặc điểm cho thấy rằng chúng chia sẻ một tổ tiên chung với các giống ngựa Tây Ban Nha thuộc địa khác. Sự hiện diện của các gen đánh dấu "Q-ac" cho thấy rằng những con ngựa chia sẻ một tổ tiên chung với hai giống khác có nguồn gốc Tây Ban Nha, Mustang núi Pryor và Paso Fino. Các giống này tách ra khỏi nhau khoảng 400 năm trước đây. Các giống đặc điểm xương ngựa Tây Ban Nha khác: cánh của atlas đang thùy, chứ không phải là bán nguyệt với một số cá thể có năm thay vì sáu đốt sống thắt lưng. Không có thay đổi trong chức năng là kết quả của những sự khác biệt sống. 

## Sinh sống
Khoảng 400 con Banker sống trong những vùng nước, hải đảo hẹp dài của đảo Outer, Bắc Carolina. Những hòn đảo là tiền trầm tích ngoài khơi tách ra từ đất liền bằng một khối nước như một cửa sông và chạy thành một vệt dài chắn trước bãi biển nhìn từ vệ tinh. Các đảo có thể thể lên đến 30 dặm (48 km) từ đường bờ biển; nhất là ít hơn một dặm (1,6 km) rộng. Thảm thực vật ở đây nhìn chung thưa thớt và chủ yếu là các loại cỏ thô và một vài cây còi cọc trê các cồn cát. Mỗi hòn đảo trong chuỗi đảo được tách ra từ các cạnh của một đầu vào lúc triều lên.
Tầm vóc nhỏ và khá còi cọc của Banker có thể là do một phần từ các chất dinh dưỡng rất hạn chế trong chế độ ăn uống của chúng. Chúng gặm cỏ chủ yếu là cỏ Spartina, nhưng chúng không kén chọn mà sẽ ăn cây khác như cây bồ hoàng (Typha latifolia), yến mạch biển, và thậm chí ivy có độc. Ngựa cũng sống gần với môi trường sống của con người, chẳng hạn như những cá thể trên đảo Currituck, có đôi khi lẫn vào bãi chăn thả trên bãi cỏ ở và cảnh quan. Banker thuần lớn lên dựa trên thức ăn chăn nuôi ngựa được chế tạo từ một năm tuổi có xu hướng có ngoại hình lớn hơn một chút so với những con hoang. 

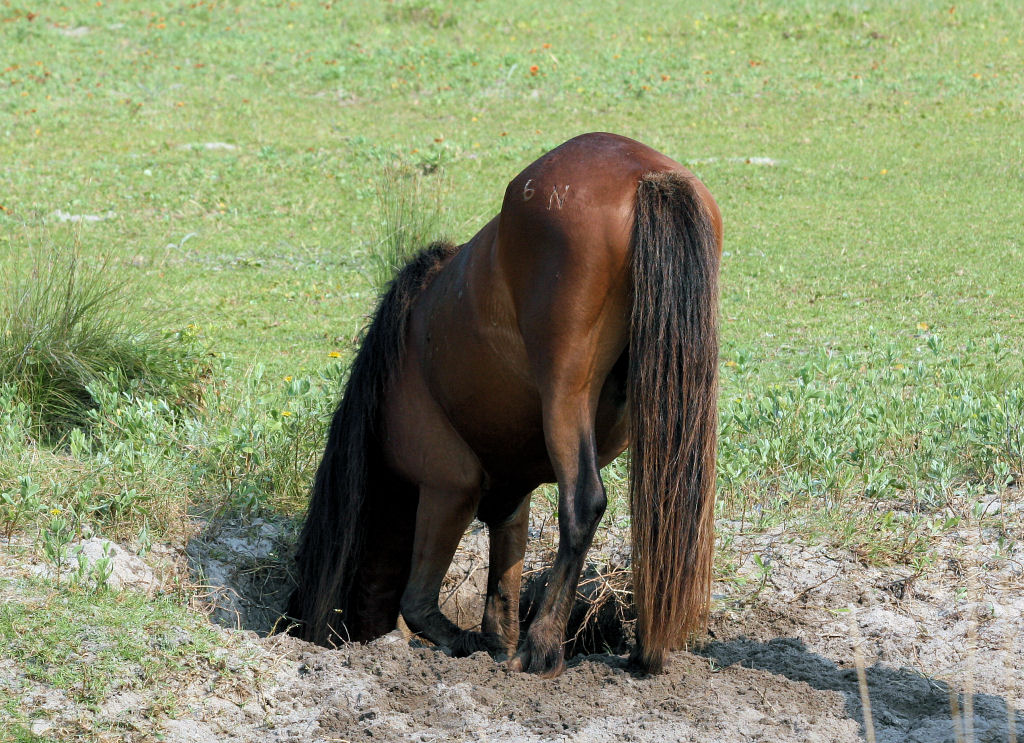
Một con ngựa đang đào nước uống

Nước là một nguồn tài nguyên rất hạn chế đối với chúng, như những hòn đảo được bao quanh bởi nước mặn và không hề có suối nước ngọt hoặc ao vĩnh viễn. Những con ngựa phải phụ thuộc vào hồ tạm thời từ nước mưa và độ ẩm trong thảm thực vật mà chúng ăn hàng ngày. Chúng sẽ đào một cái hố nông, dao động từ 2,5–4 feet (0,76-1,22 m) chiều sâu, để có được nước ngầm. Đôi khi, chúng có thể nghỉ mát để uống nước biển. Điều này mang lại cho chúng một hình dáng cồng kềnh, do hậu quả của việc giữ nước gây ra bởi nỗ lực của cơ thể để duy trì sự cân bằng thẩm thấu.
Công viên quốc gia (NPS) lo ngại về tác động của các chúng về sức khỏe môi trường của hải đảo Bắc Carolina. Ban đầu, NPS tin rằng các con ngựa không phải là loài bản địa sẽ nhanh chóng ăn hết cỏ spartina alterniflora trên đảo và các khu rừng trên biển, khi cả hai được cho là thiết yếu cho sự sống còn của chúng. Nghiên cứu vào năm 1987 được cung cấp thông tin về chế độ ăn uống của con ngựa mà tạo ra gợi ý khác. Một nửa của chế độ ăn uống của chúng chất chứa Spartina, trong khi chỉ có 4% các chất dinh dưỡng của chúng đến từ các khu rừng trên biển cũng như rong biển.
Nghiên cứu kết luận rằng có đủ các chất dinh dưỡng được bổ sung với mỗi lần thủy triều đại dương để ngăn chặn sự suy giảm trong việc tăng trưởng thực vật từ chăn thả quá mức. Một nghiên cứu năm 2004 đã tuyên bố rằng tác động lớn nhất đến đời sống thực vật không phải là từ chăn thả nhưng từ thảm thực vật thường bị thiệt hại khi bị chà đạp bởi vó ngựa. Chúng đặt ra một mối đe dọa cho động vật trên mặt đất làm tổ như rùa biển và chim biển. Ngựa hoang àm gián đoạn các hoạt động xây tổ, và có thể đè bẹp những con non khi vô tình dẫm đạp.

## Lịch sử
Kể từ khi được tự do, Bankers thường được gọi là "hoang dã", tuy nhiên, bởi vì chúng được sinh ra từ tổ tiên thuần chúng là nhưng con ngựa nhà do đó chúng là những con ngựa đi hoang. Người ta cho rằng chúng đến vào vùng hải đảo trong thế kỷ 16. Một số giả thuyết đã được nâng cao lên để giải thích nguồn gốc của ngựa, nhưng không ai đã chưa được kiểm tra một cách toàn diện. Một giả thuyết cho rằng tổ tiên của Banker bơi lên bờ từ thuyền buồm của Tây Ban Nha bị đắm. Tàu trở về Tây Ban Nha từ châu Mỹ thường mất lợi thế của cả hai hải lưu vịnh Stream và gió mậu lục, trên con đường đó mang lại cho chúng trong vòng 20 dặm (32 km) của đảo Outer.
Bãi cát ngầm ẩn danh có nhiều nạn nhân, và kiếm được khu vực này, tên của "Nghĩa địa của Đại Tây Dương". Ít nhất tám tàu đắm được phát hiện ở khu vực này có nguồn gốc Tây Ban Nha, có niên đại từ năm 1528 và 1564. Những con tàu bị chìm gần đủ để đáp xuống cho những con ngựa đã dễ dàng bơi vào bờ. Ngoài ra, trong thời tiết nguy hiểm, tàu thuyền có thể đã neo đậu gần bờ, nơi những con ngựa có thể đã bị lạc mất hay xểnh ra. Tuy nhiên, sự hiện diện của con ngựa trên tàu chở kho báu Tây Ban Nha đã không được xác nhận chở hàng hóa được thiết kế chủ yếu để chở kho báu như vàng và bạc. 

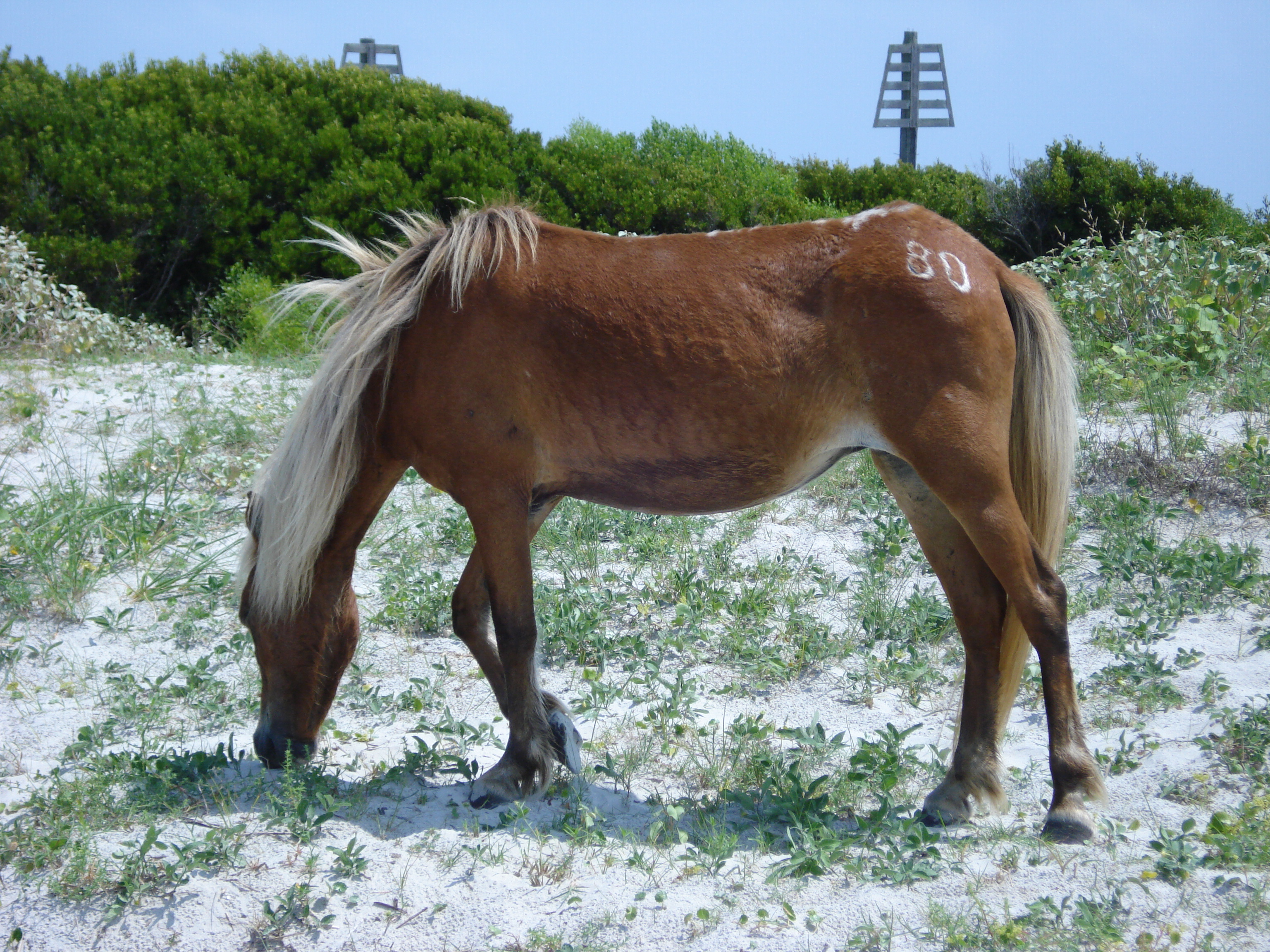
Một con ngựa hoang đảo chắn đang ăn cỏ trên cồn cát

Giả thuyết khác là chúng được cho là giống hậu duệ của 89 con ngựa mang tới quần đảo này trong năm 1526 bởi nhà thám hiểm Tây Ban Nha Lucas Vázquez de Ayllón. Tên Thực dân đã cố gắng tới San Miguel de Gualdape (gần sông Santee tại Nam Carolina) nhưng rốt cuộc đã thất bại, buộc tên thực dân phải di chuyển, có thể tới Bắc Carolina. Vázquez de Ayllón và khoảng 450 trong tổng số 600 người dân thuộc địa ban đầu của y sau đó đã qua đời, như là kết quả của sự đào ngũ, bệnh tật, đói khát. Thiếu lãnh đạo hiệu quả, giải quyết mới chỉ kéo dài hai tháng; những người sống sót bị bỏ rơi thuộc địa và chạy trốn đến Hispaniola, để lại đằng sau con ngựa của họ.
Một lý thuyết tương tự như là tay thương lái Richard Grenville mang ngựa đến các đảo này vào năm 1585, trong một nỗ lực để thiết lập một căn cứ tiền trạm cho hải quân Anh. Tất cả năm tàu của đoàn thám hiểm bị mắc cạn tại Wococon (ngày nay là Ocracoke). Hồ sơ cho thấy rằng các tàu mang nhiều giống vật nuôi thu được thông qua thương mại trong Hispaniola, bao gồm cả ngựa cái, bò, dê, lợn, cừu. Trong khi các tàu nhỏ hơn đã được dễ dàng chạm đá ngầm, một trong những tàu lớn hơn của Grenville, Tiger, đã gần như bị phá hủy. Các học giả tin rằng khi các phi hành đoàn đã cố gắng để làm gắn các con tàu, họ hoặc cho ngựa xuống hoặc buộc chúng lao xuống biển, cho phép chúng bơi vào bờ. Trong một bức thư gửi cho Francis Walsingham năm đó, Grenville cho rằng súc vật nuôi sống sót trên hòn đảo sau khi các tảng của con tàu của mình. 

## Quản lý
Mặc dù có thể chà đạp lên thực vật và động vật trên mặt đất làm tổ (như rùa biển), và không được coi là loài bản địa với các đảo này, nhưng chúng được phép ở lại vì ý nghĩa lịch sử. Chúng sống bằng chăn thả trên đầm lầy cỏ, trong đó cung cấp cho chúng nước cũng như thức ăn, bổ sung bởi hồ nước ngọt tạm thời. Để tránh quá tải dân số và giao phối cận huyết, và để bảo vệ môi trường sống do bị chăn thả quá mức, những con ngựa được quản lý bởi các dịch vụ quốc gia bang Bắc Carolina, và một số tổ chức tư nhân. Những con ngựa được giám sát đối với các bệnh như thiếu máu truyền nhiễm ngựa, một ổ dịch được phát hiện và sau đó loại bỏ vào năm 1996. Chúng được giữ gìn tránh giao thông trên các quần đảo Bắc Carolina Quốc lộ 12. được giới hạn bởi việc nuôi con nuôi và kiểm soát sinh đẻ.
Khi chúng được xem như là một phần của di sản ven biển Bắc Carolina, chúng đã được phép ở lại trên đảo. Để đối phó với dân số đang tăng, tránh giao phối cận huyết và cố gắng để giảm thiểu thiệt hại về môi trường, một số tổ chức đối tác trong việc quản lý đàn gia súc. Từ năm 1959, ngựa trên đảo Ocracoke đã bị giam giữ trong các khu vực có rào chắn của khoảng 180 mẫu Anh (0,73 km2; 0,28 dặm vuông). Các khu vực bảo vệ những con ngựa từ giao thông của Bắc Carolina Quốc lộ 12, cũng như bảo vệ các hòn đảo từ chăn thả quá mức. NPS, cơ quan quản lý đàn gia súc Ocracoke, bổ sung chế độ ăn uống của con ngựa có hay bổ sung và có ngũ cốc. Năm 2006, để đề phòng bị cận huyết, hai nhóm từ đàn Shackleford được vận chuyển đến đảo Ocracoke.
Luật công 105-229, thường được gọi là Đạo luật Shackleford phán rằng các con ngựa trên đảo Shackleford là phải được cùng được quản lý bởi các công viên quốc gia và một pháp nhân phi lợi nhuận có trình độ (hiện là nền tảng cho Ngựa Shackleford). Đàn ngựa này phải được giới hạn tầm khoảng 120-130 con ngựa. Quản lý dân cư phải đạt cho được thông qua việc áp dụng và bằng cách dùng thuốc ngừa thai ở lợn zona pellucida (PZP) để tiêm vào con ngựa cái thông qua súng phóng phi tiêu (phóng lén vào mông chúng).
Dân số ngựa của hòn đảo này đã được giám sát một cách chặt chẽ bởi số hiệu quản lý đóng dấu lên mông trái của mỗi loài vật ở nơi đây để quản lý. Việc xác định một cách chính xác các cá thể cho phép các công viên quốc gia để đảm bảo tỷ lệ về giới tính phù hợp và chọn được những con ngựa cái để tiêm với PZP. Công tác di dời đã được chính quyền Mỹ triển khai khẩn trương. Từ năm 2000, con nuôi từ Shackleford đã được quản lý bởi Quỹ Ngựa Shackleford. Tính đến năm 2007, đã có 56 con ngựa đã tìm thấy ngôi nhà mới của mình, 10 con cư trú chung số hòa bình với một đàn bò trên đảo Cedar, và hai con đã được chuyển đến các đàn ở đảo Ocracoke. 

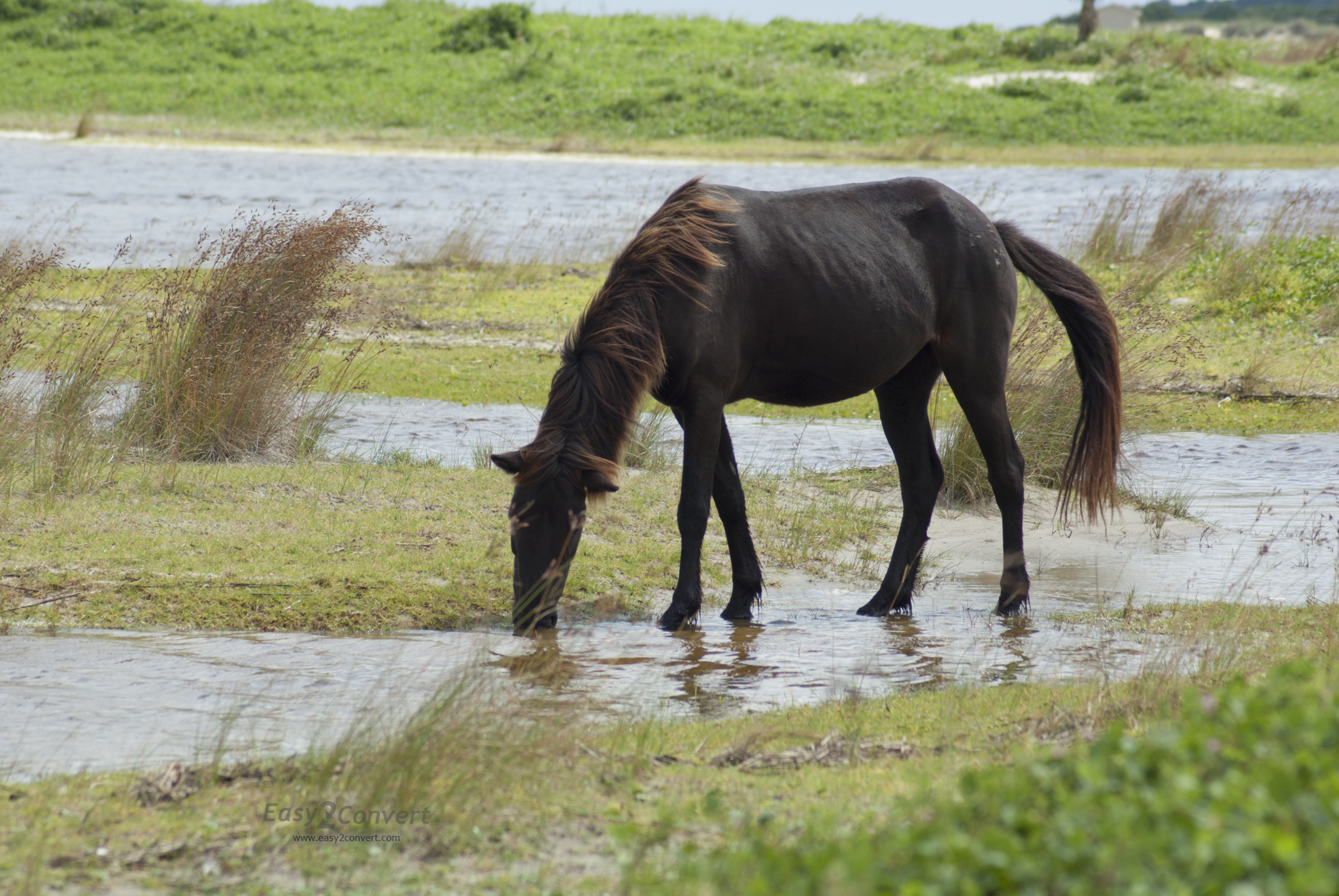

Ngày 12 tháng 11 năm 1996, những con ngựa Shackleford được làm tròn lên do Sở Thú Bắc Carolina Division Nông nghiệp và thử nghiệm cho bệnh thiếu máu truyền nhiễm ngựa (EIA). EIA là một căn bệnh có khả năng gây chết người, một lentivirus truyền qua chất dịch cơ thể và côn trùng. Bảy mươi sáu trong số 184 con ngựa bị bắt quả tang có kết quả dương tính. Những người xét nghiệm âm tính được phép ở lại trên đảo và những con có bệnh đã được vận chuyển đến các cơ sở kiểm dịch tạm thời. Tìm một khu vực bị cô lập vĩnh viễn cho một số lượng lớn các con ngựa là một nhiệm vụ đầy thách thức cho các tổ chức này; tám ngày sau, nhà nước tuyên bố tất cả các vị trí đề xuất cho cả đàn không phù hợp. Ra lệnh 76 con ngựa bị nhiễm bệnh. Hai con ngựa nữa bị chết trong quá trình-một trong đó đã từng bị thương trong quá trình roundup, và một con non không bị nhiễm bệnh mà lọt vào bầy cách ly được với mẹ của mình.
Như một hệ quả của sự phát triển Corolla vào những năm 1980, những con ngựa trên đảo Currituck đã tiếp xúc với con người thường xuyên hơn và cũng xảy ra nhiều vụ đụng xe với con người. Năm 1989, mười một con đã bị giết chết bởi một chiếu xe trên mới được xây dựng Quốc lộ 12. Cũng trong năm đó, Quỹ Horse Corolla Wild, một tổ chức phi lợi nhuận, được lập ra để bảo vệ những con ngựa từ sự can thiệp của con người. Như một kết quả của những nỗ lực của mình, phần còn lại của đàn đã được chuyển đến một vùng xa xôi hơn của hòn đảo, nơi họ đã rào vào khoảng 1.800 mẫu Anh (7,28 km2; 2,81 sq mi) từ quỹ đất liên bang và của tư nhân kết hợp tặng cho.
Ủy viên Corolla tuyên bố các nơi bất khả xâm xạm của con ngựa. Mâu thuẫn trong việc bảo tồn những con ngựa tiếp tục vào năm 2012. Trong năm 2013, pháp luật là giới thiệu để giúp bảo vệ đàn gia súc trên Carrituck. Không có hành động quản lý nào đã được thực hiện cho đến cuối những năm 1980 và đầu những năm 1990, khi sau nhiều năm hưng thịnh về dân số, năng lực thực hiện của hòn đảo này đã vượt quá tải chịu đựng. Nạn suy dinh dưỡng diễn ra bởi tình trạng quá tải dẫn đến cái chết của một số con ngựa vì còi cọc và đói ăn nhân viên của khu bảo tồn lập một chương trình kiểm soát sinh để điều chỉnh các đàn với khoảng 40 loài động vật. 